# Kuroda Nagamasa

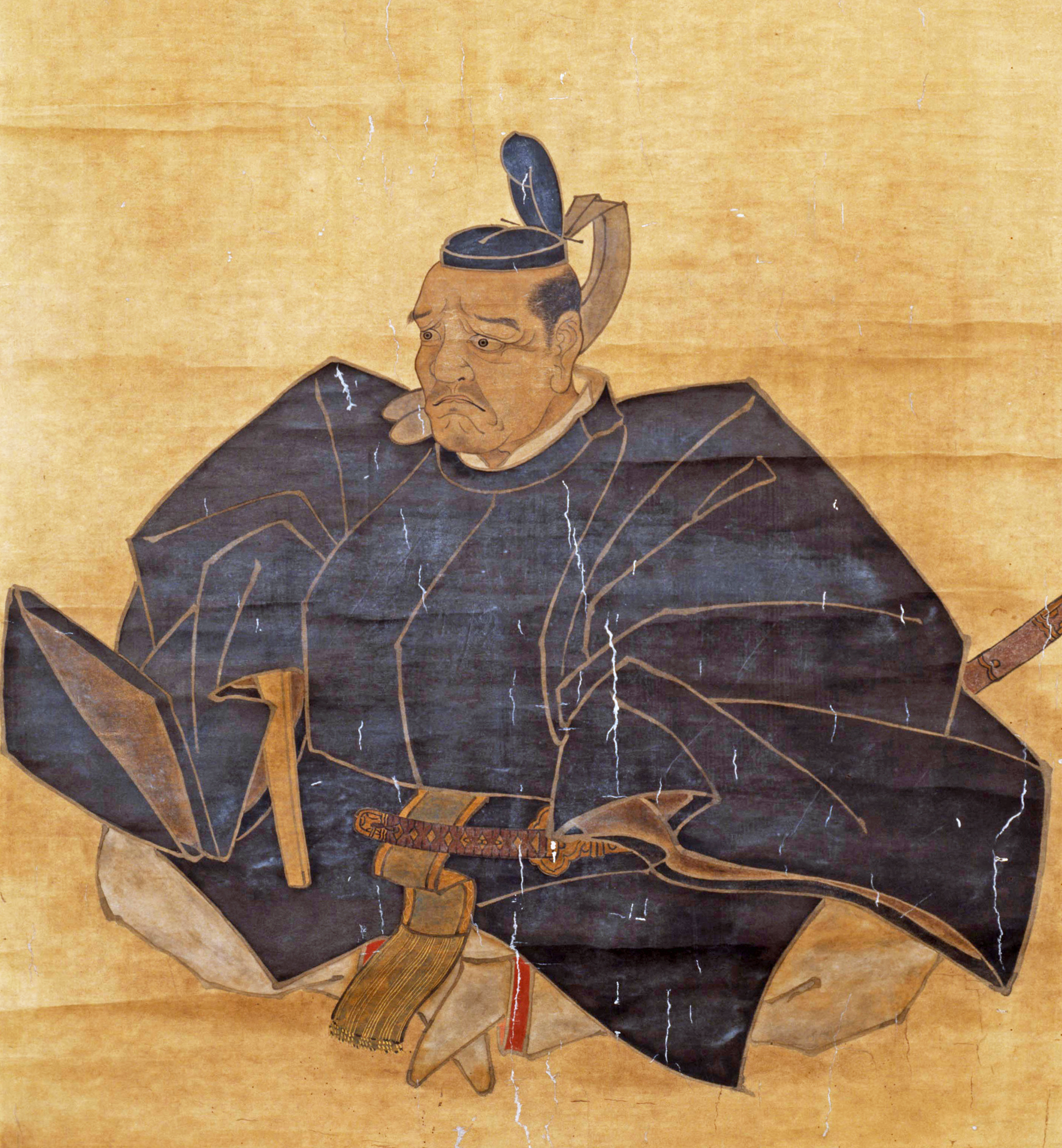
Kuroda Nagamasa

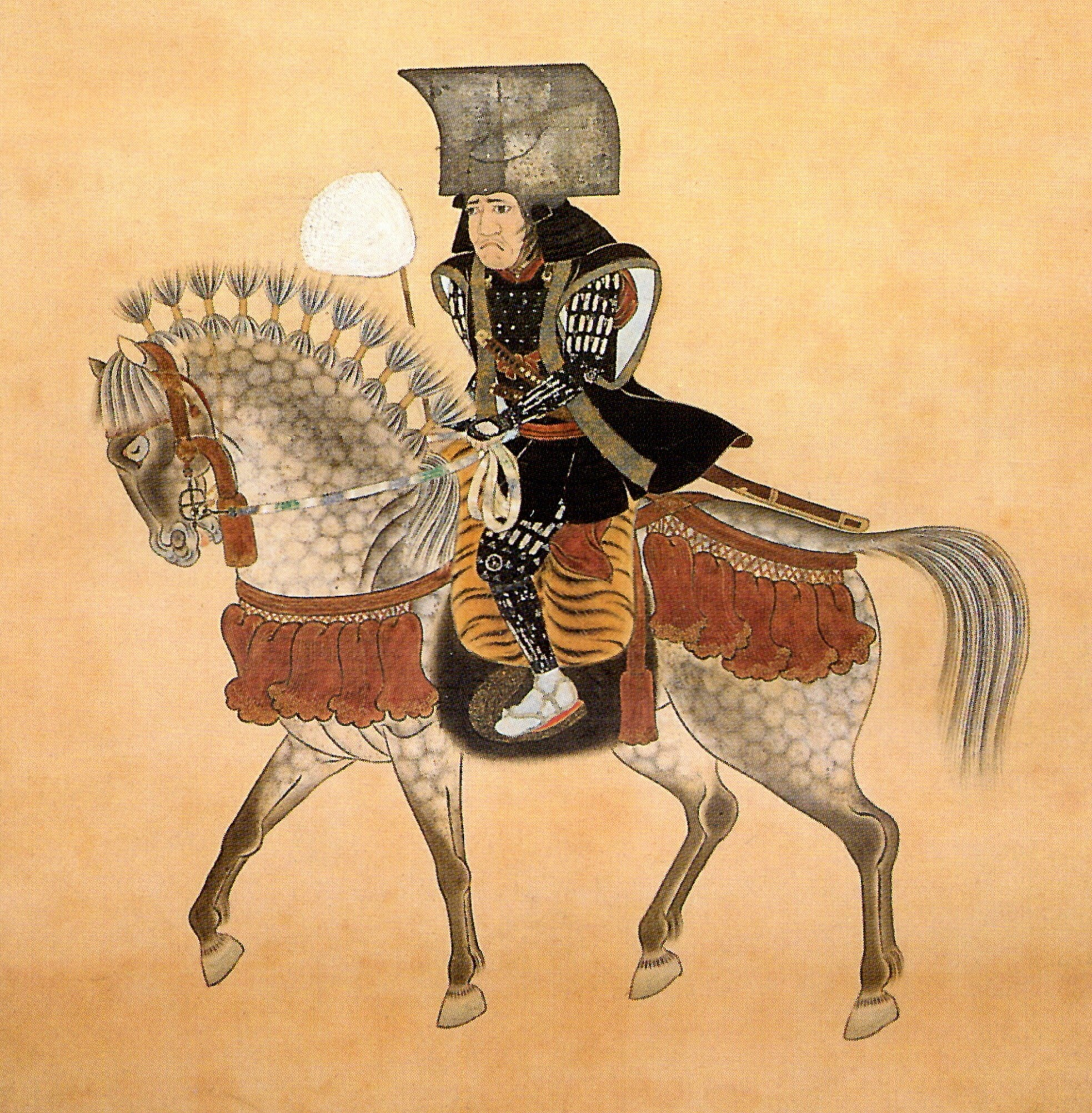
Kuroda Nagamasa zu Pferd

Kuroda Nagamasa (japanisch 黒田 長政; geboren 21. Dezember 1568 in Himeji (Provinz Harima); gestorben 29. August 1623) war ein japanischer Militärkommandeur der Azuchi-Momoyama- und der frühen Edo-Zeit.

## Leben und Wirken
Kuroda Nagamasa war der älteste Sohn von Kuroda Yoshitaka (黒田 孝高; 1546–1604). Seine Mutter war die Tochter von Kushihashi Koresada (櫛橋 伊定; 1522–1573). Sein Kindheitsname war Shōju (松寿) und sein gebräuchlicher Name war Yoshibei (吉兵衛). Im Jahr 1577, als sein Vater Yoshitaka unter dem Machthaber im Lande Oda Nobunaga aktiv war, wurde er als Geisel zu Nobunaga geschickt. Er verbrachte seine Kindheit unter Hashiba Hideyoshiin der Burg Nagahama in der Provinz Ōmi. 1583 nahm er an Hideyoshis Angriff auf Chūgoku teil, was seine erste Schlacht war. Seitdem beteiligte er sich an Hideyoshis Hauptschlachten. Nach der Schlacht von Shizugatake im folgenden Jahr erhielt er für seine herausragenden Dienste ein Gebiet, das 450 Koku wert war, und zwar  im Landkreis Tanboku (丹北郡) in der Provinz Kawachi. Während der Schlacht von Komaki und Nagakute in den Jahren 1584 und 1586 schlug er die Aufstände von Negoro (根来) und Saiga (雑賀, heute Teil der Stadt Wakayama) zurück, wobei er sich auf die Burg Kishiwada in der Provinz Izumi stützte.
Aufgrund seines Erfolgs erhielt Kuroda eine Erhöhung um 2000 Koku. 1587 zog er nach der erfolgreichen Invasion von Kyūshū in die Provinz Buzen. Zwei Jahre später erbte er den Familienbesitz von seinem Vater Yoshitaka, erwarb damit ein Lehen von 120.000 Koku in Nakatsu in Buzen und erhielt einen hohen Titel innerhalb des Shogunats. Im Bunroku-Keichō-Krieg überquerte er das Meer und leistete hervorragende Dienste in der Schlacht von Byekjekan und der Schlacht von Ulsan Castle. Nach Hideyoshis Tod entwickelte er ein gutes Verhältnis zu Tokugawa Ieyasu und heiratete Ieyasus Adoptivtochter Eihime (栄姫), Tochter von Ieyasus Hausverwalter Hoshina Masanao (保科 正直; 1542–1601), als seine zweite Frau.
Während der Schlacht von Sekigahara im Jahr 1600 gehörte Kuroda zur siegreichen Ostarmee und war besonders erfolgreich in der Koordination mit Kobayakawa Hideaki. Im selben Jahr nahm er an Ieyasus Besuch beim Tennō  teil, wurde weiter befördert und wurde zum Gouverneur der Provinz Chikuzen ernannt. Während der Winterbelagerung von Osaka im Jahr 1619 verwaltete er die Burg Edo, doch während der Sommerbelagerung von 1615 schloss er sich der Truppe von Tokugawa Hidetada, Ieyasus Sohn und 2. Shōgun, an und brach mit Truppen zur Front auf.
Im Jahr 1623 reiste er vor dem Shogun Tokugawa Hidetada nach Kyōto, starb jedoch am 29. August im Tempel Hōon-ji (報恩寺). Er ist im 
Sōfuku-ji (Fukuoka), einem der zwei  Bestattungstempel der Kuroda, begraben. Unter Kuroda entwickelte sich sein Klan zu einem der bedeutendsten Klans der Tokugawa-Zeit.